# Paint it Red
Paint it Red è un album del gruppo tedesco Bloody Dead & Sexy, pubblicato nel 2003 dalla Alice In....

## Tracce
1. (Come And See) – 0:21
2. Fingers – 5:10
3. Bloody Rose – 3:18
4. The Rose Red Bloody Stage – 5:11
5. Traurig – 3:42
6. Frau Im See – 4:09
7. Hey Ho Armageddon! – 2:45
8. Funny, Sad And Cruel – 3:01
9. Flies In The Bottle – 4:52
10. Sick Six Minutes – 4:44
11. (The Blood Or Honey Sea) – 1:35
12. Part I: Phalanx Proximalis – 2:10
13. Part II: Phalanx Media – 5:19
14. Part III: Phalanx Distalis – 6:58

## Formazione
- Luca T. Mai - sax baritono
- Massimo Pupillo - basso
- Jacopo Battaglia - batteria, mellotron, elettronica

## Partecipazioni
- Mike Patton - voce ed effetti su Soulympics e Orc
- King Buzzo - chitarra su Chthonian
- Giulio Ragno Favero - chitarra su Obsidian, basso su Axion, Sinusoidi e Onde Quadre su Orc
- Alessandro Pacho Rossi - percussioni su Chthonian e Orc